# Ванцев, Виталий Анатольевич
Виталий Анатольевич Ванцев (род. 10 ноября 1969 года, Хабаровск, Хабаровский край, РСФСР) — российский предприниматель, совладелец и председатель Совета директоров АО "Международный аэропорт «Внуково», совладелец и член Совета директоров авиакомпании «Азимут».

## Биография
Родился 10 ноября 1969 года в Хабаровске. Окончил в 1990 году Ленинградское высшее военно-топографическое командное училище. Служил в Вооруженных Силах РФ, работал военным инженером-геодезистом до 1993 года, после чего, по собственным словам, пройдя курсы переподготовки гражданских специальностей, некоторое время трудился в небольших коммерческих структурах. Закончил в 1997 году Академию экономики и международных экономических отношений. Защитив диссертацию по теме «Борьба с кредитными преступлениями (Криминологические и уголовно-правовые проблемы)» в 2001 году, получил степень кандидата юридических наук. Женат. Супруга — Дарья Борисовна Ванцева. Имеет шестерых детей.
В июле 2025 года в интервью изданию РБК заявил о планируемого вложению средств в аэропорт Домодедово, который незадолго до этого был национализирован государством.

## Профессиональная деятельность
Работает в гражданской авиации с 1992 года, все эти годы его деятельность связана с аэропортом Внуково.

### Международный аэропорт Внуково
В 1997 году Виталий Ванцев занял пост заместителя генерального директора аэропорта Внуково по инвестиционной политике. В 2002 году стал генеральным директором «Международного аэропорта „Внуково“». Затем — председатель Совета директоров АО «Международный аэропорт „Внуково“», член Совета директоров авиакомпании «Азимут».

### «Росавиа»
В сентябре 2008 года возглавил антикризисный штаб по положению с авиаальянсом AirUnion. Долги компаний альянса по оплате топлива привели к массовым задержкам рейсов. Контрольные пакеты входящих в AirUnion компаний были переданы Госкорпорации «Ростехнологии», но она гарантировать выплату из долгов отказалась.
В октябре 2008 года госкорпорацией «Ростехнологии» и Правительством Москвы на основе компаний, входивших в AirUnion планировалось создаине авиакомпании «Авиалинии России». Юридическим лицом компании стало ОАО «Авиакомпания». Ванцев стал номинальным владельцем «Авиакомпании» и генеральным директором «Авиалиний России». Предварительное название «Авиалинии России» из маркетинговых соображений было изменено на «Росавиа».

### Sky Express
В декабре 2008 года Виталий Ванцев приобрёл 39 % акций авиакомпании Sky Express, являвшейся первым низкобюджетным авиаперевозчиком в России. Однако, по словам Ванцева эта сделка не имела отношения к «Росавиа», и в её состав Sky Express не войдёт. Сам Ванцев активно участвовал в управлении компанией. Sky Express была основана в 2006 году Борисом и Александром Абрамовичами. На 2009 год Ванцеву и подконтрольным ему структурам принадлежало 75 % акций, другими владельцами являются «Европейский банк реконструкции и развития», фонды Altima Partners и MG Capital и физические лица.

### «Азимут»
В феврале 2017 года Виталий Ванцев с партнёрами Павел Удод и Павел Екжанов основали региональную авиакомпанию «Азимут». Целью создания нового перевозчика заявлено создание качественного транспортного сообщения между городами Юга России, а также между южным регионом и центром страны. 18 августа 2017 года компания получила сертификат эксплуатанта, дающий право выполнять полёты. В настоящее время 25 % акций авиаперевозчика принадлежит правительству Ростовской области.
С 7 декабря 2017 года авиакомпания стала базовым перевозчиком нового аэропорта «Платов» Ростовской области. Основным хабом для перевозчика является аэропорт «Платов» Ростова-на-Дону. Дополнительным хабом является аэропорт Краснодар.
Флот компании на 2025 год состоял из 20 самолётов типа Sukhoi Superjet 100-95LR, каждому борту присвоено имя одной из российских рек.

## Награды
- Почётная грамота Министерства транспорта Российской Федерации — 2001 год;
- Нагрудный знак «Отличник воздушного транспорта» — 2004 год;
- Нагрудный знак «Почётный работник транспорта России» — 2005 год;
- Медаль ордена «За заслуги перед Отечеством» II степени — 2010 год;
- Орден Почёта — 2019 год;
- Почётная грамота Московской городской Думы — 2019 год;
- Орден Александра Невского — 2023 год[20];
- Медаль Столыпина П. А. II степени — 2024 год.